# Afonja
Afonja (ryska: Афо́ня, Afónja) är en sovjetisk film från 1975 producerad av Mosfilm. Filmen handlar om rörmokaren Afonja som dricker lite för mycket.